# رددندران فاری
رددندران فاری (نام علمی: Rhododendron fauriei) نام یک گونه از سرده خرزه هندی است.